# 石田京子
石田 京子（いしだ きょうこ、現姓：野口、1960年7月12日 - ）は、日本の元女子バレーボール選手、現指導者。

## 来歴
大阪府大阪市出身。薫英高校を経て、日本リーグの日立（当時）に入部。
1984年度の第18回日本リーグでは、江上由美や三屋裕子らが抜けた日立を主将として率い、21戦全勝の完全優勝を遂げ、自らもスパイク賞とベスト6に輝いた。このあともリーグ連勝記録を前人未踏の88まで伸ばした殊勲者のひとりである。
一方、1982年に全日本に招集され、1984年ロサンゼルスオリンピックに出場、銅メダルを獲得した。
1987年に現役引退し、元日立コーチの野口剛彦と結婚。
1999年、信州大学教育学部生涯スポーツ課程に入学。卒業後、同大学経営大学院イノベーション・マネジメント専攻に進学し2006年に修了。同大学非常勤講師などを経て、2009年から長野大学に着任し、社会福祉学部教授、同大学女子バレーボール部監督、長野県バレーボール協会強化委員、ルートインホテルズ Brilliant Aries（V2リーグ・長野県）アドバイザーを務めた。
2024年、松本大学に非常勤講師として着任し、女子バレーボール部監督に就任した。

## エピソード
1992年、妊娠中にサイパンから帰国する際に飛行機内で体調を崩す。この時搬送を手伝ったのは幕内初優勝直後の貴乃花光司であった。盲腸の破裂と腹膜炎により流産となったが、のちに男児を出産した際には貴乃花の「貴」の字を入れた名を付けた。

## 球歴
- 全日本代表 - 1982-1985年
- 主な国際大会出場歴
  - オリンピック - 1984年
  - 世界選手権 - 1982年
  - ワールドカップ - 1985年

## 受賞歴
- 1985年 - 第18回日本リーグ ベスト6、スパイク賞

## 所属チーム
- 薫英高校
- 日立（1979-1987年）

## 出演
- 一枚の写真（フジテレビ、1985年11月4日）